# Långtjärnen (Brattfors socken, Värmland)
Långtjärnen är en sjö i Filipstads kommun i Värmland och ingår i Göta älvs huvudavrinningsområde. Långtjärnen ligger i Brattforsheden Natura 2000-område.